# Diego Llorente
Diego Javier Llorente Ríos (Madrid, 16 de agosto de 1993) é um futebolista espanhol que atua como zagueiro. Atualmente joga no Betis.

## Carreira
Diego Llorente começou a carreira no Real Madrid.